# Synagoga w Bydgoszczy
Synagoga w Bydgoszczy – synagoga ortodoksyjnej gminy żydowskiej w Bydgoszczy, znajdująca się na skrzyżowaniu ulicy Wały Jagiellońskie z ulicą Jana Kazimierza. Była jedną z okazałych i najbardziej charakterystycznych budowli miasta z okresu XIX wieku.

## Historia

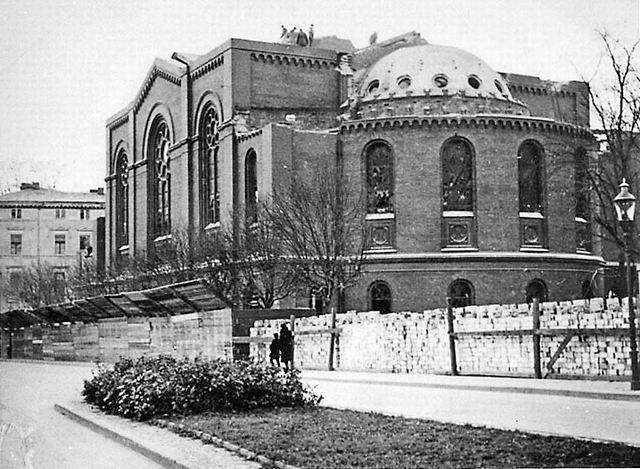
Rozbiórka synagogi w 1940 r.

Pierwsza synagoga w Bydgoszczy powstała w 1834 r. przy ul. Pod Blankami. Po kilkudziesięciu latach użytkowania nie mogła ona już zaspokoić potrzeb społeczności żydowskiej w mieście. W tej sytuacji zarząd bydgoskiej gminy żydowskiej podjął decyzję o budowie nowej, wielkiej i murowanej bożnicy na miejscu poprzedniej. W 1867 r. zakupiono parcelę w Śródmieściu, ale z powodów finansowych nie przystąpiono do realizacji projektu. Dopiero w 1882 r. rozpoczęto budowę nowej synagogi.  Projekt budowli wykonał gdański architekt Alfred Muttray. Kamień węgielny pod budowę nowej synagogi położono 21 października 1882 r. Budowa synagogi trwała dwa lata, ukończono ją 9 września 1884 r., a w październiku tego roku odprawiono pierwsze uroczyste nabożeństwo. Synagoga miała 482 miejsca siedzące w sali mężczyzn i ok. 400 miejsc w części przeznaczonej dla kobiet.
Wkrótce, w 1898 r., za synagogą z inicjatywy Louisa Aronsohna powstała Szkoła żydowska. 
Przez niemal cały okres międzywojenny rabinem bydgoskiej gminy żydowskiej był powszechnie szanowany (również ze strony wyznawców innych religii) dr Efraim Sonnenschein, posiadający biuro przy ul. Jana Kazimierza 4/7.
Po wybuchu II wojny światowej i wkroczeniu Niemców do Bydgoszczy, synagoga została zamknięta. 14 września 1939 r., nadburmistrz Bydgoszczy Werner Kampe ogłosił na łamach „Deutsche Rundschau” przetarg na rozbiórkę synagogi i innych budynków należących do gminy żydowskiej. Przetarg wygrał Herbert Matthes, właściciel fabryki mebli przy ul. Garbary. Zanim w styczniu - lutym 1940 r. doszło do rozbiórki budowli, w październiku 1939 r. została ona podpalona. Obecnie po synagodze pozostał pusty plac oraz kilka zdobionych cegieł znajdujących się w bydgoskim muzeum.
20 września 2012 odsłonięto kamień z trójjęzyczną (polski, angielski, hebrajski) tablicą upamiętniającą bydgoskich żydów oraz znajdującą się w tym miejscu synagogę.

## Architektura
Synagoga była monumentalną budowlą, o imponującej wielkości oraz wystroju. Główne wejście dla mężczyzn znajdowało się pod 3 łukami, zaś wejście dla kobiet znajdowało się po bocznych stronach, za którymi znajdowały się schody prowadzące na znajdujący się na piętrze babiniec. Bożnica była budowlą jednonawową. Z zewnątrz wchodziło się do mniejszej sali, w której odbywały się codzienne modły, a z niej wchodziło się do głównej sali (świątyni właściwej). 
Na środku sali głównej znajdowało się 8 filarów podtrzymujących kopułę w kształcie baldachimu, z niej zwisała szlachetna zasłona przykrywająca drzwi, za którymi znajdowało się niezwykle bogato zdobione srebrem i złotem Aron ha-kodesz. Przed arką znajdowała się bima. Synagoga posiadała bardzo bogate wyposażenie - złote naczynia liturgiczne i płonące bez przerwy przed arką menory. W narożnikach po zachodniej stronie znajdowały się 2 wieże z kopułkami, zaś na środku, nad salą główną, znajdowała się wielka okazała kopuła.